# Bugula hummelincki
Bugula hummelincki is een mosdiertjessoort uit de familie van de Bugulidae. De wetenschappelijke naam van de soort is voor het eerst geldig gepubliceerd in 1986 door Fransen.